# Maurice LaMarche
Maurice Alan LaMarche (Toronto, Ontario, Canadá, 30 de marzo de 1958) es un actor de voz y comediante canadiense-estadounidense.

## Primeros años
LaMarche nació en Toronto, Ontario, Canadá, pero su familia se mudó a Timmins, Ontario, poco después de su nacimiento. La infancia de LaMarche se vio repleta de "su propio universo de caricaturas y series de la década de 1960". No fue hasta la secundaria que descubrió la popularidad que le otorgaba su talento para la mímica y la comedia. Esto sucedió durante una actuación para una "noche de variedades" en la escuela, cuando unos amigos le pidieron que participase. El acto que realizó en el espectáculo fue "celebridades como camareros", el cual continuó utilizando durante su carrera como cómico profesional.

## Comedia en vivo
A los 19 años de edad, LaMarche llevó su actuación en la escuela secundaria a una obra en Nueva York, recibiendo una respuesta indiferente del público, el cual, según él, "lo ignoró por completo". Esta reacción se sumó con la crítica que recibió LaMarche de otros comediantes canadienses, a quienes describió como desalentadores, ya que no veían con buenos ojos que realizase su carrera fuera de Canadá.
Tres años más tarde, a los 22 años de edad, Maurice se mudó a Los Ángeles para seguir con la comedia en vivo. Este cambio fue uno de los que más se arrepentiría en su vida, ya que admitió que hubiese sido mejor instalarse definitivamente en Nueva York.

"Pensándolo bien, sé que fue un error. Creía que un par de años en Nueva York me habían convertido en un mejor comediante". - Maurice LaMarche

Durante los siguientes cinco años, la carrera de LaMarche progresaría en forma gradual, actuando en clubes de comedia a lo largo de los Estados Unidos, con varias apariciones en Merv Griffin y "An Evening At The Improv". Pese a esto, LaMarche siempre creyó que mientras sus personificaciones y su presencia en el escenario eran fuertes, necesitaba crear material más gracioso. A pesar de ser tan autocrítico, LaMarche obtendría la oportunidad de formar parte de la producción de 1985 de HBO Rodney Dangerfield Hosts the 9th Annual Young Comedians Special, en donde compartió escenario con Bob Saget, Rita Rudner, Louis Anderson, Yakov Smirnov, y marcó la primera aparición televisiva de Sam Kinison. Aunque fue recibido (y criticado) de forma positiva, al ver su propia actuación en el especial, LaMarche opinió que estuvo "muy lejos de convertirme desde un buen comediante a un gran comediante" siendo "el único imitador que realmente viene de alguna parte". Desafortunadamente, LaMarche no tendría esa oportunidad.
El 9 de marzo de 1987, el padre de Maurice LaMarche fue asesinado, después de recibir un disparo de un supuesto amigo en el recibidor de un hotel de Toronto, frente a docenas de testigos. Esto llevó a LaMarche a una fuerte depresión y cayó en el alcoholismo durante los dos años siguientes, dejando de lado su carrera como cómico. Después de estar sobrio el Día de la Inauguración de 1989, LaMarche volvió a trabajar con su primer amor, la comedia en vivo, a principios de 1990. Sin embargo, cuando estaba regresando al estrellato, la tragedia lo volvió a sacudir, ya que su hermana de dieciocho años de edad falleció en un accidente automovilístico en septiembre del mismo año. En este punto, aunque permaneció sobrio, LaMarche decidió que no volvería a hacer comedia en vivo.
Durante su carrera como comediante, LaMarche fue telonero de actos de Rodney Dangerfield, George Carlin, Howie Mandel, David Sanborn y Donna Summer, por lo general en las salas principales de Las Vegas y Atlantic City.

## Actuación de voz
La primera actuación de voz de Maurice fue en 1979 en Easter Fever y Take Me Up To The Ballgame, dos películas canadienses. LaMarche no volvió a trabajar en este rubro hasta muchos años después, ya que la comedia ocupó todo su tiempo.

### Televisión
Maurice LaMarche comenzó en Inspector Gadget y luego en Dennis the Menace, Popeye and Son y The Real Ghostbusters. Luego de The Real Ghostbusters, LaMarche comenzó a ser un pilar regular de la industria de actuación de voz, apareciendo en programas tales como TaleSpin, Tiny Toon Adventures, G.I. Joe: A Real American Hero, Attack of the Killer Tomatoes: The Animated Series, Taz-Mania, Where's Waldo, The Little Mermaid, Batman: The Animated Series, y Bonkers antes de comenzar a realizar su papel más conocido, en 1993 como Cerebro en Animaniacs. Luego, LaMarche trabajó en The Critic, Freakazoid!, y The Tick antes de volver al papel de Egon en Extreme Ghostbusters. En la brecha de dos años que sucedió después de esta actuación, LaMarche interpretó personajes en Duckman, Hey Arnold!, Queer Duck, King of the Hill, y The Chimp Channel. Poco después, en 1999, Maurice LaMarche comenzó a trabajar en Futurama. Desde Futurama LaMarche ha continuado trabajando en televisión, incluyendo apariciones como estrella invitada en Los Simpson (en donde en una ocasión parodió a Orson Welles). Su papel regular más reciente ha sido el de Hovis en la serie de Nickelodeon Catscratch.
LaMarche ha realizado varios trabajos como actor de voz para dibujos animados de Warner Bros y DiC Entertainment. También personificó a Wakko en el corto "The Great Wakkorotti" en Animaniacs.
También interpretó la voz de Gruñón en la serie "Los 7E".

#### The Critic
Mientras trabajó en The Critic, LaMarche interpretó las voces de 29 personajes en un mismo episodio de treinta minutos de duración.
Su época en The Critic también le dio a LaMarche la oportunidad de parodiar una vez más a Welles, en esta ocasión leyendo un testamento (la familia del Crítico era tan adinerada, que habían contratado a Orson Welles para que la leyera) que termina en un comercial de bastones de pescado "Mrs. Pells".

### Películas
LaMarche ha aparecido en varias películas, incluyendo la voz de Orson Welles en Ed Wood, Pepé Le Pew en Space Jam, la voz de Alec Baldwin en Team America: World Police y sus antiguos papeles de Queer Duck y Futurama en las películas Queer Duck: The Movie y Futurama: Bender's Big Score, respectivamente.
Su única actuación real en el cine fue en la película canadiense de 1981 "Funny Farm". La película narra la historia de un joven cómico que trata de ser famoso en la escena cómica de Los Ángeles. LaMarche interpretó a Dickie Lyons, un mímico que traba amistad con el protagonista, Mark Champlin. La película también tuvo como personajes secundarios a Howie Mandel, Eileen Brennan, y Miles Chapin. 
En la película de Mark Hamill de 2004 Comic Book: The Movie, LaMarche hace una aparición en vivo en la versión en DVD, junto a su compañero en Pinky y Cerebro Rob Paulsen. Entre otras bromas, volvió a interpretar el famoso comercial de congelados de Orson Welles.
Zootopia